# Augustine Washington
Augustine Washington (12 de novembro de 1694 – 12 de abril de 1743) foi o pai do general e presidente George Washington. Ele pertencia à colônia de Virgínia e era um fazendeiro.

## Família
Augustine Washington nasceu em Westmoreland, Virgínia, no ano 1694. Ele era filho de Lawrence Washington, um capitão da milícia e membro da Câmara da Virgínia e da Warner Mildred Washington Gale.
Seus avós paternos eram John Washington e Anne Pope.

## Vida
Agostinho tinha apenas quatro anos quando seu pai morreu. Ele herdou cerca de 1.000 acres (4,0 Km²), em Bridges Creek, no condado de Westmoreland, e sua irmã Mildred herdou uma propriedade conhecida como Little Hunting Creek.
Quando Washington tornou-se maior de idade (e recebeu sua herança), em 1715, casou-se com Jane Butler, uma órfã, que herdou cerca de 640 acres (2,6 Km²) de seu pai. O jovem casal passou a morar na propriedade Bridges Creek. Em 1718, Washington comprou terras em Popes Creek, aumentando a sua propriedade em Bridges Creek. Aproximadamente em 1726, ele construiu uma casa nova lá (mais tarde chamada de Wakefield). No mesmo ano, ele comprou a propriedade Little Hunting Creek de sua irmã Mildred.
Além de seu trabalho de supervisão de trabalho escravo como um plantador de tabaco, Washington estava ativo na Igreja Anglicana e na política local. Ele atuou diversas vezes como juiz de paz e como xerife do condado.
Washington e sua primeira esposa, Jane Butler tiveram quatro filhos, dos quais apenas dois (Lawrence e Augustine, Jr.) viveram até a idade adulta.

### Segundo casamento
Após a morte prematura de Jane, em 1729, Washington casou-se com Mary Ball, de 23 anos de idade, em 1731. Seus três primeiros filhos foram: George (1732), Betty (1733) e Samuel (1734).
Em 1735, a família se mudou para a propriedade de Little Hunting Creek. A razão exata para a mudança é não é clara, mas pode ter sido relacionada com o trabalho de Washington no minério de ferro. Em 1725, Augustine entrou em um acordo com a Principio Company of England para iniciar uma fábrica de ferro em Accokeek Creek, no condado de Stafford. Em 1728, ele concordou com a companhia em lidar com um sexto dos custos da fornalha de Accokeek. Little Hunting Creek era mais próxima da mina de ferro do que Angra Papa. Washington cultivou do tabaco em suas plantações, que foram trabalhosas e exigiram o trabalho de muitos africanos escravizados e afro-americanos. No momento em que George Washington nasceu, a população da colônia de Virgínia era composta 50% de negros, a maioria deles escravos.
Em 1738, de 150 acres (0,6 km2) de uma propriedade anteriormente pertencente a William Strother tornaram-se disponíveis para compra e Washington os comprou. Ele se mudou com a família para o plantio no final desse ano. A nova propriedade oferecia fácil acesso a fornalha de Accokeek e estava dentro de um dia de viagem de Little Hunting Creek e da propriedade Papas Creek. Washington também arrendou um terreno de 450 acres (1,8 km2) adjacente à propriedade Strother, que ele mais tarde adquiriu a título definitivo.
Até 1738, mais duas crianças Washington nasceram: John Augustine, 1736, e Charles, 1738. Um sexto filho, Mildred, nasceu na fazenda nova em 1739, mas morreu na infância em 1740.
Augustine Washington morreu aos 49 anos, em 12 de abril de 1743, no Condado de King George, Virgínia.

## Legado
Depois da morte de Washington, seu filho George herdou a propriedade Strother e seus escravos. Como ele tinha apenas 11 anos, sua mãe, Mary, gerenciou a propriedade por ele até que chegasse à maior idade. Ela morou na propriedade até 1772, e ela tinha 64 anos quando George a levou para uma casa em Fredericksburg, do outro lado do rio.
Lawrence herdou a propriedade de Little Hunting Creek e seus escravos. Ele rebatizou sua propriedade de Mount Vernon, em honra do Almirante Edward Vernon, com quem ele tinha servido na Marinha britânica durante a Batalha de Cartagena das Índias.
Por último, Augustine Jr. herdou a propriedade Papas Creek e escravos. Na sua morte, Augustine Washington, Sr. deixou um total de 64 escravos, que foram designados para as plantações diversas.
De acordo com Augustine, se Lawrence morresse sem filhos, a propriedade Little Hunting Creek seria dada a Augustine Jr. Ele teria, então, que dar Papas Creek para George. Se Augustine, Jr. não quisesse que a Little Hunting Creek, seria herdada por George. Lawrence não tinha filhos vivos quando ele morreu, e Augustine, Jr. não queria desistir Papas Creek, portanto, George Washington, em última análise, herdou a propriedade de Little Hunting Creek.